# Ruy de Mello Pedroso

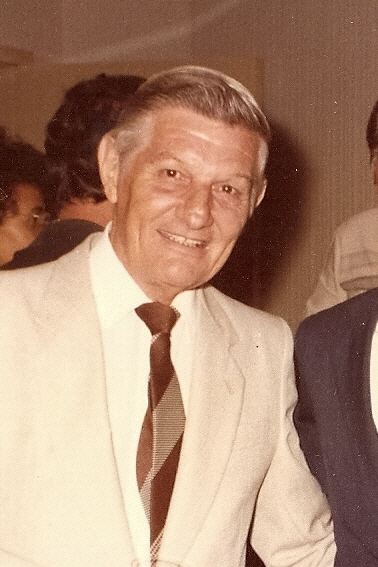

Ruy de Mello Pedroso (São Paulo - SP, 07 de Maio de 1925 – São Sebastião do Paraíso - MG, 21 de Outubro de 2001).
Aeroviário e administrador de empresas, foi um dos principais executivos e colaborador na fase de crescimento, consolidação e ampliação das companhias aéreas brasileiras VARIG  e Transbrasil, consideradas as duas maiores da aviação comercial do Brasil durante o século XX.

## Vida e Carreira
Ruy de Mello Pedroso era filho de Mario Stolterfoht Pedroso e de Laura White de Mello. Natural da cidade de São Paulo - SP, teve a sua infância e adolescência naquela capital paulista, onde começou sua vida profissional realizando entregas diárias de leite e carvão nas residências do bairro de Vila Mariana e arredores. Nos anos 40, mudou-se com seus pais para a cidade de Santos - SP, onde ingressaria na agência representante do Royal Bank of Canada, sua única experiência no meio bancário.
A partir de 1951, começa a construir sua carreira na aviação comercial, ao ingressar na VARIG - Viação Aérea Riograndense, passando a trabalhar na agência emissora de passagens que inaugurada pela companhia na cidade de Santos - SP. Permaneceu na cidade até o ano de 1968, na condição de gerente-geral, transferindo-se na ocasião com sua família para a cidade de Curitiba - PR, para ocupar o posto de gerente da agência local. Em julho de 1973, após convite do então presidente Erick de Carvalho, aceitou o cargo de Representante Geral da Varig em Santiago, Chile, sua primeira e única experiência internacional, onde vivenciou o golpe de Estado de setembro daquele ano, que derrubou o governo do presidente Salvador Allende, vindo a permanecer naquele país durante quase dois anos, retornando para o Brasil em 1974, quando assume o cargo de representante para a região norte, na cidade de Belém - PA e em seguida, na cidade de Manaus - AM, sua última posição na Varig, vindo a encerrar a sua colaboração na empresa em 1976. Em 1978, foi convidado pelo amigo e então Presidente fundador da Transbrasil, Omar Fontana, a ingressar na companhia, na ocasião uma das três maiores do país, atuando de início como gerente em Curitiba - PR e depois como gerente regional em Brasília - DF. Em 1984, assume o cargo de Superintendente geral de Cargas em São Paulo - SP, encerrando sua carreira na aviação comercial quatro anos depois, como Diretor Nacional de Vendas da Transbrasil.
Em reconhecimento pelos relevantes serviços prestados a aviação comercial brasileira, recebeu condecorações da Força Aérea Brasileira, como a Medalha Santos-Dumont e a Medalha do Pacificador, oferecido pelo Exército Brasileiro, além do título de Comendador.
Era membro ativo do Rotary International Club do Brasil, do clube de serviços Skal Internacional e também membro da Associação dos Diplomados da Escola Superior de Guerra - ADESG, no Paraná.
Faleceu, aos 76 anos, vítima de pneumonia e complicações em decorrência do diabetes, na cidade de São Sebastião do Paraíso - MG.
Casado com Maria de Lourdes Campos Pedroso, professora; deixou duas filhas, Maria Teresa e Maria Júlia e também quatro netos.